# Янтаровка
Янтаровка — посёлок в Зеленоградском муниципальном округе Калининградской области России.

## География
Посёлок находится на автодороге 27А-013, на расстоянии 26 км к юго-западу от города Зеленоградск, административного центра округа.

### Часовой пояс
Посёлок Янтаровка, как и вся Калининградская область, находится в часовой зоне МСК−1. Смещение применяемого времени относительно UTC составляет +2:00.

## История
Основан в 1322 году. В 1947 году указом Президиума Верховного Совета РСФСР деревне Вангникен (нем. Wangnicken) присвоено наименование посёлок Янтаровка.

## Население
| 2002 | 2010 |
| ---- | ---- |
| 111  | ↘98  |